# Rocky Balboa (film)
Rocky Balboa är en amerikansk film som hade biopremiär i USA den 20 december 2006 och är en fristående uppföljare till de andra Rockyfilmerna. Tillbakablickar används från alla filmer förutom Rocky V.

## Handling
Det är ungefär 20 år sedan den senaste Rockyfilmen och det har gjorts en del förändringar. Rocky Balboa har lagt av med boxning och äger en restaurang vid namn Adrian's i Philadelphia, där han berättar sina gamla uppskattade boxarhistorier för sina kunder. Den regerande världsmästaren i tungvikt heter Mason "The Line" Dixon och är impopulär. Adrian har mellan filmerna Rocky V och Rocky Balboa avlidit i cancer. Rocky besöker hennes grav varje dag för att sitta på en stol och titta på gravstenen. Dessutom har hans son flyttat hemifrån och börjat på ett kontorsjobb. Relationen mellan Rocky och hans son Robert är dock ansträngd och Robert är sur för att han står i skuggan av sin far. Han anser att han fått alla sina jobb och att alla är trevliga mot honom tack vare sitt efternamn. Han är däremot fortfarande bra kompis med Paulie, Adrians bror.
Rocky möter flera tidigare bekantskaper och filmen innehåller en del tillbakablickar från de andra Rockyfilmerna. Det mest betydelsefulla för handlingen är när han träffar Marie från den första filmen, när han säger åt henne att sluta röka. Det slutar med att han skaffar ett jobb åt henne och hennes son på hans restaurang.
En dag hålls en datorsimulerad match mellan Mason Dixon och Rocky Balboa om vem som skulle vinna en boxningsmatch om de skulle varit aktiva i samma generation och haft tillgång till samma utrustning. Datorn sade att Rocky skulle vinna på knockout i trettonde ronden, vilket självklart gör Dixon sur medan Rocky försökte strunta i vad datorn sa. Under sin boxningslösa tid har han dock återfått viljan att boxas och ansöker om ett tillstånd för proffsboxning hos boxningsförbundet.
Masons agenter ser direkt möjligheten att tjäna pengar och göra Mason populär igen, detta genom att låta Mason möta Rocky i en uppvisningsmatch i Las Vegas. Rocky tvekar ett tag, eftersom han endast tänkt slåss i små lokala matcher, men går till slut med på det för att släppa ut det "odjur" han haft inom sig en tid. Detta trots kritik från både Marie, Paulie och Robert. Till slut stöttar de dock honom och han börjar träna inför den stora matchen likt de andra Rockyfilmerna.
När han är färdig med träningen ställs han mot Mason och börjar matchen dåligt. Han får in några slag mot slutet av den första ronden och lyckas nästan vinna den andra. Matchen, som är en 10-rondersmatch, går till slut till den sista ronden och Rocky och Mason står och slår på varandra i mitten innan gonggongen hörs. Då bryts matchen och den avgörs på domarbeslut, vilket Mason vinner efter ett oenigt beslut. Rocky stannar inte kvar och hör på resultatet, utan tågar ut från arenan följd av publikens jubel.
Filmen avslutas med att Rocky sitter vid Adrians grav och säger "Yo Adrian, we did it" (svenska: "Yo Adrian, vi klarade det!"), en fras som användes i slutet av den andra Rockyfilmen när matchen var över och Rocky skriker det till Adrian som är hemma och tar hand om sin nyfödda son och ser matchen på tv.

## Om filmen
- Filmen innehåller tillbakablickar från alla Rocky-filmer förutom Rocky V, vilken Sylvester Stallone medger är seriens svagaste länk.
- Den skeppades till biografer i USA under namnet "Nobody Parties".
- Sylvester Stallone tränade i sex månader för att komma i form inför filmen.

## Rollista (urval)
| Sylvester Stallone      | – Rocky Balboa           |
| Burt Young              | – Paulie                 |
| Antonio Tarver          | – Mason "The Line" Dixon |
| Geraldine Hughes        | – Marie                  |
| Milo Ventimiglia        | – Robert Balboa          |
| Tony Burton             | – Duke                   |
| A.J. Benza              | – L.C.                   |
| James Francis Kelly III | – Steps                  |
| Lou DiBella             | – sig själv              |
| Mike Tyson              | – sig själv              |
| Pedro Lovell            | – Spider Rico            |

### Fotnoter
1. ↑  ”Rocky Balboa” (på engelska). Box Office Mojo. 20 december 2006. http://www.boxofficemojo.com/movies/?id=rocky6.htm. Läst 5 september 2016.